# Giles W. Hotchkiss

Giles W. Hotchkiss

Giles Waldo Hotchkiss (* 25. Oktober 1815 in Windsor, New York; † 5. Juli 1878 in Binghamton, New York) war ein US-amerikanischer Jurist und Politiker. Zwischen 1863 und 1867 sowie zwischen 1869 und 1871 vertrat er den Bundesstaat New York im US-Repräsentantenhaus.

## Werdegang
Giles Waldo Hotchkiss wurde ungefähr acht Monate nach dem Ende des Britisch-Amerikanischen Krieges im Broome County geboren. Er besuchte Gemeinschaftsschulen, die Windsor Academy und die Oxford Academy. Dann studierte er Jura. Nach dem Erhalt seiner Zulassung als Anwalt 1837 begann er in Binghamton zu praktizieren. Politisch gehörte er der Republikanischen Partei an. Er nahm 1860 als Delegierter an der Republican National Convention teil. Im folgenden Jahr brach der Bürgerkrieg aus.
Bei den Kongresswahlen des Jahres 1862 für den 38. Kongress wurde Hotchkiss im 26. Wahlbezirk von New York in das US-Repräsentantenhaus in Washington, D.C. gewählt, wo er am 4. März 1863 die Nachfolge von Jacob P. Chamberlain antrat. Er wurde einmal wiedergewählt. 1866 erlitt er bei seiner Wiedernominierung eine Niederlage und schied dann nach dem 3. März 1867 aus dem Kongress aus. Er kandidierte dann 1868 für den 41. Kongress. Nach einer erfolgreichen Wahl trat er am 4. März 1869 die Nachfolge von William S. Lincoln an. Da er auf eine erneute Kandidatur 1870 verzichtete, schied er nach dem 3. März 1871 aus dem Kongress aus.
Nach seiner Kongresszeit ging er in Binghamton wieder seiner Tätigkeit als Anwalt nach, wo er am 5. Juli 1878 verstarb. Sein Leichnam wurde auf dem Spring Forest Cemetery beigesetzt.